# Geoff Johns
Geoffrey "Geoff" Johns, född 25 januari 1973 i Detroit i Michigan, är en amerikansk serietidningsförfattare, manusförfattare och film- och TV-producent. Han har bland annat skapat DC Comics-karaktären Courtney Whitmore (även känd som Stargirl), som är baserad på hans yngre syster Courtney Johns, som omkom ombord på det havererade flygplanet TWA Flight 800, den 17 juli 1996. Han har också varit delaktig i en del TV-serier, bland annat i Smallville, Arrow och The Flash.

## Filmografi (i urval)

### Filmer
- 1997 – Sammansvärjningen
- 1998 – Dödligt vapen 4
- 2011 – Green Lantern: Emerald Knights
- 2011 – Green Lantern
- 2013 – Justice League: The Flashpoint Paradox
- 2016 – Batman v Superman: Dawn of Justice
- 2016 – Suicide Squad
- 2017 – Wonder Woman
- 2017 – Justice League
- 2018 – Aquaman
- 2019 – Shazam!
- 2020 – Birds of Prey
- 2020 – Wonder Woman 1984
- 2022 – Black Adam
- 2023 – Shazam! Fury of the Gods
- 2023 – The Flash

### TV-serier
- 2005–2006 – Justice League Unlimited (TV-serie)
- 2006 – Blade (TV-serie)
- 2008–2009 – Robot Chicken (TV-serie)
- 2009–2011 – Smallville (TV-serie)
- 2012–2014 – Arrow (TV-serie)
- 2014–2018 – The Flash (TV-serie)
- 2018–2023 – Titans (TV-serie)
- 2019–2023 – Doom Patrol (TV-serie)
- 2019–2022 – Batwoman (TV-serie)
- 2020–2022 – Stargirl (TV-serie)
- 2021–2024 – Superman & Lois (TV-serie)